# TOI-1266
TOI-1266 è una stella di tipo nana rossa con raggio pari a meno della metà del Sole, situata nella costellazione del Dragone a 117 anni luce di distanza. Un gruppo di ricercatori delle università di Berna e di Ginevra ha rilevato due esopianeti attraverso il telescopio Saint-Ex da un metro situato presso l'Osservatorio astronomico nazionale del Messico. La stella ha un elevato moto proprio.

## Sistema planetario
I due esopianeti TOI-1266 b e c sono molto vicini alla loro stella, al punto di impiegare solo 11 e 19 giorni per compiere una rivoluzione. Data, però, la bassa temperatura della loro stella, in quanto nana rossa, non raggiungono temperature troppo estreme: TOI-1266 c ha una temperatura simile a quella di Venere, sebbene sia 7 volte più vicino alla sua stella.
I pianeti presentano una densità simile, che gli studiosi ritengono possa corrispondere per metà a materiale roccioso e metallico e per il restante ad acqua. Di dimensioni, invece, sono alquanto differenti, con il pianeta più interno che può essere classificato come sub-nettuniano, mentre quello più esterno è una super Terra, con il suo raggio stimato in 1,67 quello terrestre. Brice-Olivier Demory, coautore della scoperta, ha affermato che: i pianeti tra il raggio di TOI-1266 b e c sono piuttosto rari, probabilmente a causa dell’effetto di una forte irradiazione da parte della loro stella, che può erodere le loro atmosfere.
Il pianeta più esterno ha una temperatura di equilibrio stimata di 345 K circa, vale a dire più di 70 °C; questa non tiene conto dell'effetto serra creato dall'atmosfera, che può innalzare sensibilmente la temperatura in superficie. Per questo motivo gli astronomi lo paragonano più a Venere o a un super Venere, piuttosto che alla Terra. Lo studio dell'atmosfera di questo pianeta potrebbe aiutare a capire come si evolvono le atmosfere di pianeti di questo tipo; il telescopio spaziale James Webb potrebbe analizzare la sua composizione atmosferica e rilevare in meno di 20 ore di osservazione la presenza o meno di vapor acqueo, elemento essenziale per lo sviluppo di forme di vita.
Nel 2024 è stata confermata la presenza di un terzo pianeta non transitante, un grande mininettuno che orbita più esternamente rispetto agli altri due scoperti in precedenza, avente un periodo orbitale di 32 giorni. La peculiarità del sistema è quella di avere una configurazione "invertita" rispetto ai modelli previsti di formazione planetaria, poiché a differenza di quanto avviene anche nel sistema solare il pianeta più interno è anche il più massiccio del sistema. Il terzo pianeta è stato scoperto col metodo della variazione del tempo di transito e non è noto il raggio e di conseguenza nemmeno la sua densità. A 0,15 UA di distanza dalla stella madre è situato nella parte più interna della zona abitabile ricevendo il 30% di radiazione in più di quanta ne riceve la Terra dal Sole. La sua temperatura di equilibrio è di circa 288 K.

### Prospetto del sistema
Sotto, un prospetto del sistema.
| Pianeta | Tipo             | Massa        | Raggio  | Densità | Periodo orb.   | Sem. maggiore | Eccentricità | Incl. orbita | Scoperta |
| ------- | ---------------- | ------------ | ------- | ------- | -------------- | ------------- | ------------ | ------------ | -------- |
| b       | Nettuniano caldo | 4,46±0,69 M⊕ | 2,52 r⊕ |         | 10,8945 giorni | 0,0073 UA     | 0,039        | 89,36        | 2020     |
| c       | Super Terra?     | 3,17±0,76 M⊕ | 1,98 r⊕ |         | 18,8027 giorni | 0,105 au      | < 0,071      | 89,23        | 2020     |
| c       | Mininettuno      | 3,68±1,05 M⊕ | —       | —       | 32,509 giorni  | 0,1513 au     | < 0.087      | —            | 2023     |